# CPU-Z
CPU-Z ist ein Freeware-Systemprogramm, welches dem Benutzer ermöglicht, Betriebssystem- sowie Hardware-Daten auszulesen und anzuzeigen. In Registerkarten (englisch Tabs) angeordnet, stellt CPU-Z Daten über Hauptprozessor, Hauptplatine, Arbeitsspeicher und Cache zusammen.
CPU-Z ist eines der Standardtools seiner Art und wird auch von den Chipherstellern selbst eingesetzt. So verwendete Intel es bei der ersten Vorführung eines auf DDR3-Speicher basierenden Systems auf dem Intel Developer Forum. Des Weiteren findet es in vielen Tests von Fachzeitschriften und Online-Publikationen Verwendung. Dazu gehören Hardwareartikel im Magazin PC Games und im Hardwareportal Tom’s Hardware Guide, welches eine der ältesten und bekanntesten Testseiten ist.
Ab Version 1.39 unterstützt CPU-Z auch das Betriebssystem Windows Vista und ab 1.52 Windows 7. In der letztgenannten Version hat das neue Tab Graphics Einzug gefunden, die Basisinformationen über die verwendete Grafikkarte liefert. Im Juni 2013 erschien erstmals auch eine Version für Android.

## Eigenschaften

Tab CPU

Tab Caches

Folgende Informationen werden von CPU-Z angezeigt:

### CPU
- Name und Nummer
- Prozessor-ID und Kerntyp
- Kernspannung
- FSB
- Prozessorsockel, Technologieknoten
- Interne und externe Takte, Multiplikator
- Unterstützte Befehlssätze
- Cache-Informationen

### Mainboard
- Hersteller, Modell und Revision
- BIOS-Version und -Datum
- Chipsatz (Northbridge und Southbridge) sowie Sensoren
- Grafische Oberfläche

### RAM
- aktuelle Taktfrequenz und Timings
- Modul-Spezifikationen laut SPD-Moduls des Herstellers
  - Seriennummer
  - Timings
  - Betriebsspannung

### Grafikkarte
- Hersteller, Modell, Revision
- Chiptakt, Speichergröße, -Typ und Anbindung

### System
- Windows-Version, Servicepack und DirectX-Version

Besonders beliebt ist CPU-Z bei Übertaktern, da mit diesem Programm sehr genaue Informationen über die Hardware herausgefunden werden können. Außerdem zeigt das Programm für Übertaktungen wichtige Daten, wie beispielsweise den FSB an. Ab Version 1.40.5 wird auch der dynamische FSB von Intel-CPUs unterstützt.

## Vergleichbare Programme
Programme mit ähnlichem Funktionsumfang sind Sandra Lite, Speccy, AIDA64 oder PC Wizard 2014.